# 钝齿耳蕨
钝齿耳蕨（学名：Polystichum deltodon var. henryi）为鳞毛蕨科耳蕨属下的一个变种。

## 扩展阅读
- 維基物種上的相關：钝齿耳蕨